# Гири (округ)
Ги́ри (англ. Geary County; стандартное обозначение GE) — округ в штате Канзас, США. Официально образован 7 марта 1889 года. По состоянию на 2010 год, численность населения составляла 34 362 человека.

## География
По данным Бюро переписи США, общая площадь округа равняется 1 046,361 км2, из которых 997,151 км2 суша и 51,800 км2 или 4,900 % это водоёмы.

## Население
По данным переписи населения 2000 года в округе проживает 27 947 жителей в составе 10 458 домашних хозяйств и 7 582 семей. Плотность населения составляет 28,00 человек на км2. На территории округа насчитывается 11 959 жилых строений, при плотности застройки около 12,00-ти строений на км2. Расовый состав населения: белые — 64,13 %, афроамериканцы — 22,03 %, коренные американцы (индейцы) — 0,75 %, азиаты — 3,16 %, гавайцы — 0,41 %, представители других рас — 4,10 %, представители двух или более рас — 5,41 %. Испаноязычные составляли 8,45 % населения независимо от расы.
В составе 39,60 % из общего числа домашних хозяйств проживают дети в возрасте до 18 лет, 56,90 % домашних хозяйств представляют собой супружеские пары проживающие вместе, 12,30 % домашних хозяйств представляют собой одиноких женщин без супруга, 27,50 % домашних хозяйств не имеют отношения к семьям, 22,50 % домашних хозяйств состоят из одного человека, 7,80 % домашних хозяйств состоят из престарелых (65 лет и старше), проживающих в одиночестве. Средний размер домашних хозяйств составляет 2,61 человека, и средний размер семьи 3,07 человека.
Возрастной состав округа: 29,60 % моложе 18 лет, 13,60 % от 18 до 24, 30,00 % от 25 до 44, 17,40 % от 45 до 64 и 17,40 % от 65 и старше. Средний возраст жителя округа 29 лет. На каждые 100 женщин приходится 97,30 мужчин. На каждые 100 женщин старше 18 лет приходится 94,30 мужчин.
Средний доход на домохозяйство в округе составлял 31 917 USD, на семью — 36 372 USD. Среднестатистический заработок мужчины был 25 942 USD против 21 389 USD для женщины. Доход на душу населения составлял 16 199 USD. Около 9,70 % семей и 12,10 % общего населения находились ниже черты бедности, в том числе — 16,80 % молодёжи (тех, кому ещё не исполнилось 18 лет) и 9,90 % тех, кому было уже больше 65 лет.